# Лонг дринк
Лонг дринк (на английски: long drink, букв. „дълги напитки“) е алкохолна и безалкохолна напитка, чийто обем варира от 25 до 30 сантилитра.

## Описание
Това е освежаваща и утоляваща жаждата напитка, която може да се пие по всяко време и затова тя трябва да бъде умерена: алкохолното съдържание трябва да се поддържа около 20% от обема ѝ.

## Класификация
Има различни видове класификации. 
В класификацията по функция дългите напитки или утолителите на жаждата образуват отделна категория. 
В класификацията по количество дългите напитки са тези тези, които надхвърлят 12 cl.
И накрая, дългите напитки могат да бъдат разделени според вида на използваната чаша. Сред тях са средните чаши за уиски или високите за Колинс и други големи чаши като гоблет или зомби. Първите се използват за напитки с натрошен лед или за онези коктейли със сол по ръбовете, като Маргарита; вторите за едноименните напитки, като цяло доста алкохолни и изобилни.
В голямото семейство на дългите напитки обаче има някои, които по-добре от други задоволяват особеностите, изисквани от напитките, предназначени за този момент на консумация, т.е. за стимулиране на апетита с оглед на храненето. Те са тези, които се характеризират с горчива или киселинна тенденция или с наличие на мехурчета. Горчивият вкус, приятната киселинност и ефервесценцията всъщност са елементи, които имат способността да активират апетита, тъй като стимулират производството на стомашни сокове, подготвяйки стомаха да приеме храна. Това са съображения, които трябва да се имат предвид, когато се иска да създаде наистина печеливша и отличителна оферта.